# Череднички (зупинний пункт)
Чередни́чки — пасажирський залізничний зупинний пункт Полтавської дирекції Південної залізниці на електрифікованій лінії Полтава-Південна — Кременчук між зупинними пунктами 289 км, Екіпіровка та станцією Кременчук. Розташований у однойменній місцевості міста Кременчук. Поруч із зупинним пунктом пролягає автошлях національного значення Н08.

## Загальна інформація
Через Череднички прямують на день близько 75 пар вантажних поїздів на Кременчук, Полтаву, Золотнишине, Рублівку, Ромодан тощо.
Біля зупинного пункту знаходиться сортувальна гірка, передгірковий парк, цех експлуатації, ремонтний цех, дистанція колії та сортувально-вантажний майданчик.

## Зупинні платформи
На зупинному пункті три платформи. Платформа № 1 має найбільший пасажиропотік. Перша платформа має найбільший пасажиропотік ніж решта, оскільки на цій платформі зупиняється більшість поїздів приміського сполучення.
Окремі бічні платформи розташовані на різних напрямках приміських поїздів:
- на платформі № 1 зупиняються дизельні-поїзди Ромоданівського напрямку, дизельні-поїзди з Полтава-Південної до станції Хорол, Кобеляки. Також курсує рейковий автобус до станції Веселий Поділ;
- платформа № 2 має втричі менший пасажиропотік ніж платформа № 1. На цій платформі зупиняють приміські поїзди, що прямують лише у напрямку Полтава-Південної та Кобеляк. Зворотно ці поїзди прямують через платформу № 1;
- платформа № 3 — найменша за пасажиропотоком та довжиною, тут зупиняються зазвичай п'ять рейсів  рейкових автобусів, з них два на Передгірковий парк, а три інші до станції Павлиш.

## Галерея

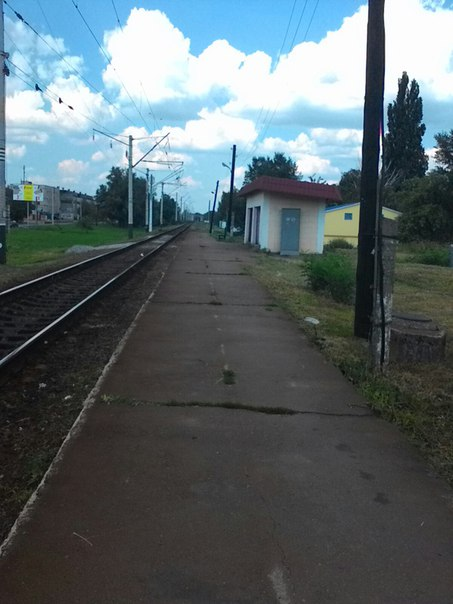
Перша платформа
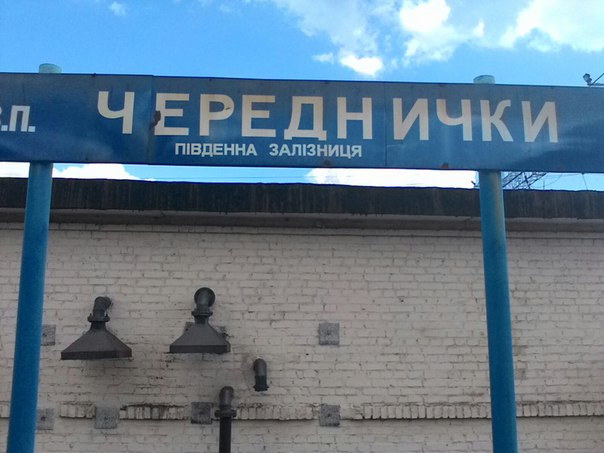
Табличка з назвою станції на платформі № 1
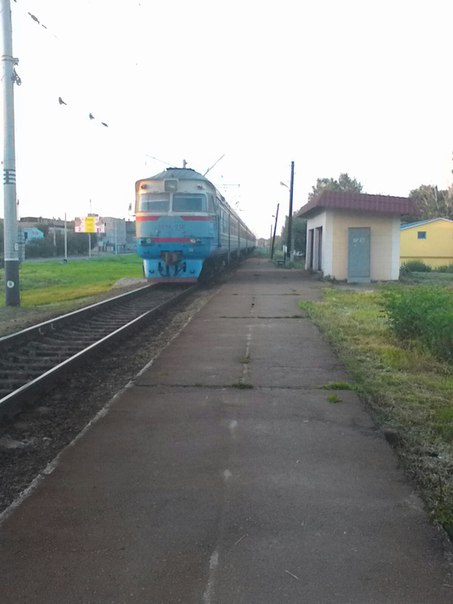
Прибуття дизель-поїзда з Ромодану
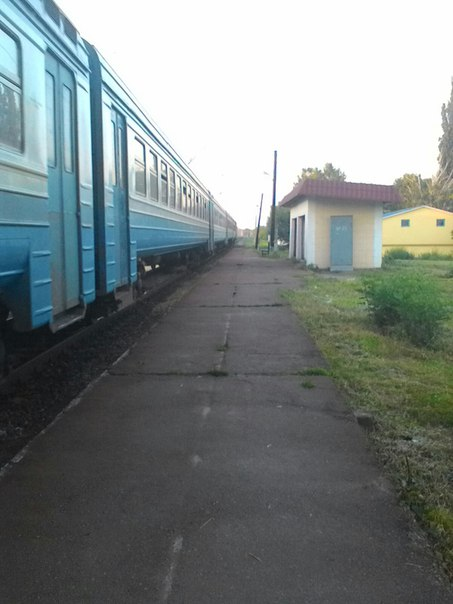
На пероні
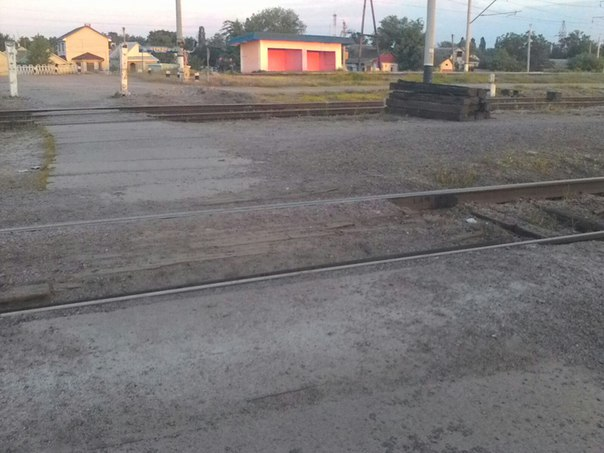
Платформа № 2. Вигляд із переходу через колії
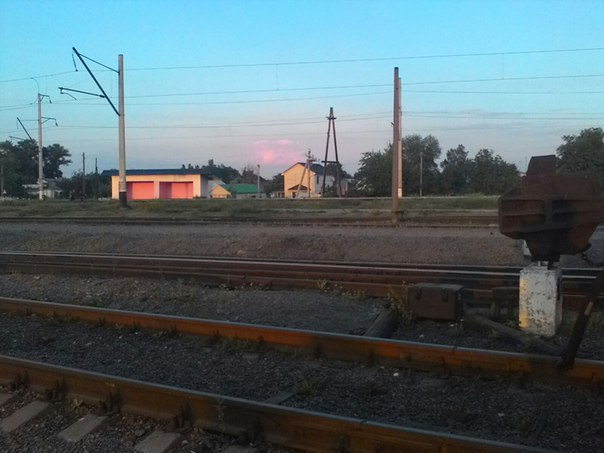
Платформа№ 2. Вигляд від колій
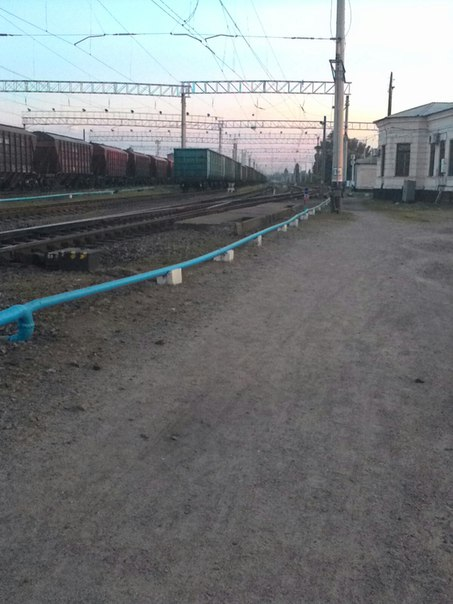
Платформа № 3